# Jieitai-Mae (metropolitana di Sapporo)
Jieitai-Mae (自衛隊前駅?, Jieitai-Mae-eki) (N15) è una stazione della metropolitana di Sapporo situata nel quartiere di Minami-ku, a Sapporo, Giappone.

## Storia
La stazione nacque inizialmente lungo la ferrovia Jōzantei, che univa la stazione centrale di Sapporo con la parte meridionale della città. Nel 1951 la linea venne chiusa, e la stazione rinacque nel 1971, 20 anni dopo, per servire la linea Namboku della metropolitana.

## Struttura
La stazione è realizzata su viadotto, con il mezzanino al piano terra, e due marciapiedi laterali con binari passanti al centro al piano superiore. I binari sono protetti da porte di banchina.
| 1 | Linea Namboku | per Makomanai              |
| 2 | Linea Namboku | per Ōdōri, Sapporo e Asabu |

## Stazioni adiacenti
| «             | Servizio      | »             |
| Linea Namboku | Linea Namboku | Linea Namboku |
| ------------- | ------------- | ------------- |
| Sumikawa      | Locale        | Makomanai     |